# Baniachong
Baniachong är en ort i Bangladesh.   Den ligger i provinsen Sylhet, i den östra delen av landet, 130 kilometer nordost om huvudstaden Dhaka. Baniachong ligger 14 meter över havet och antalet invånare är 37 807.